# 일본 해상보안청
해상보안청(일본어: 海上保安庁 가이조호안초[*], Japan Coast Guard, 약칭: JCG)은 일본 국토교통성 산하의 행정기관으로 대한민국의 해양경찰청에 해당된다.

## 설치 근거 및 소관 업무

### 설치 근거
- 국토교통성설치법 제41조
- 해상보안청법 제1조

### 소관 업무
- 해상 여행, 해난구조, 해양오염 등의 방지
- 선박 항행의 질서 유지
- 해상 범죄 예방 및 진압
- 해상 범인의 수사 및 체포
- 선박 교통에 관한 규제
- 수로, 항로 표식에 관한 사무
- 기타 해상의 안전의 확보에 관한 사무
- 해상의 안전 및 치안의 확보

## 연혁
- 1946년(쇼와 21년) 7월 1일: 운수성 해운총국에 불법입국선박감시본부를 설치.
- 1948년(쇼와 23년) 5월 1일: 운수성의 외국으로 해상보안청을 설치.

## 조직

### 간부
- 장관 1인
- 차장 1인
- 해상보안감 1인

### 내부부국

#### 총무부
- 정무과
- 비서과
- 인사과
- 정보통신과

#### 장비기술부
- 관리과
- 시설보급과
- 선박과
- 항공기과

#### 경비구난부[3]
- 관리과
- 형사과
- 국제형사과
- 경비과
- 경비정보과
- 구난과
- 환경방재과

#### 해양정보부
- 기획과
- 기술·국제과
- 해양조사과
- 환경조사과
- 해양정보과
- 항해정보과

#### 교통부
- 기획과
- 안전과
- 계획운용과
- 정비과

### 지방지분부국

#### 관구해상보안본부
- 제1관구해상보안본부
- 제2관구해상보안본부
- 제3관구해상보안본부
- 제4관구해상보안본부
- 제5관구해상보안본부
- 제6관구해상보안본부
- 제7관구해상보안본부
- 제8관구해상보안본부
- 제9관구해상보안본부
- 제10관구해상보안본부
- 제11관구해상보안본부

## 해상자위대와의 관계
해상보안청법 제25조에 의해, 해상보안청은 군대가 아닌 것으로 규정되어 있다. 연안경비대는 국제적으로 준군대로 규정되어 있어, 일부 국가에서도 해군과 연안경비대를 함께 두는 경우가 있는데, 이것은 영해를 침범하거나 한 어민이나 항해자들을 대응하기 위한 기관으로, 군대보다는 해안경비대, 경찰 등의 준군사조직으로 하는 것이 해당 사건이 분쟁화 되는 것을 막기에 유리하기 때문이다.
다만 유사시의 방위나 특별히 필요할 때 내각총리대신의 명령에 의해 치안을 유지하기 위해 출동하는 경우에는 방위대신의 지휘하에 들어갈 가능성이 있다. 이것은 해상보안청의 모델이 된 미국의 해안경비대가 전시에는 미국 해군의 지휘에 따라 군대로 운용되는 규정을 본뜬 것이다. 다만 방위대신이 지휘하는 경우에도, 그 행동 범위나 활동 권한은 평시와 마찬가지로 자위대의 필요에 의해 경비 등의 비전투 임무 위주로 운용하는 것으로 제한된다고 여겨진다.

## 같이 보기
- 해상보안청 장관
- 해상보안청 차장
- 방위성
  - 자위대
- 대한민국 해양경찰청